# 7 juillet en sport
7 juin 7 août
Chronologies thématiques
- Croisades
- Ferroviaires
- Disney

Le 7 juillet (188e jour de l'année ou 189e en cas d'année bissextile) en sport.

## Événements

### XIXesiècle
- 1879 :
  - (Tennis /Grand Chelem) : début de la 3e édition du Tournoi de Wimbledon qui se déroule jusqu'au 16 juillet 1876
- 1883 :
  - (Tennis /Grand Chelem) : début de la 7e édition du Tournoi de Wimbledon qui se déroule jusqu'au 16 juillet 1883
- 1886 :
  - (Cricket) : premier des trois test matches de la tournée anglaise de l’équipe australienne de cricket. L’Angleterre bat l’Australie par 4 wickets.
- 1887 :
  - (Tennis /Grand Chelem) : sur la 11e édition du Tournoi de Wimbledon, l’Anglais Herbert Lawford s’impose face à son compatriote Ernest Renshaw 1-6, 6-3, 3-6, 6-4, 6-4 et en simple dames, victoire de l'anglaise Lottie Dod qui bat sa compatriote Blanche Bingley 6-2, 6-0. En double messieurs, victoire des anglais Patrick Bowes-Lyon associé à Herbert Wilberforce face aux Anglais Edward Barratt-Smith et James Herbert Crispe 6–3, 6–3, 6–2.
- 1896
  - (Volley-ball) : premier match de volley-ball au College Springfield (États-Unis).
- 1898
  - (Compétition automobile) : Paris-Amsterdam-Paris remporté par Fernand Charron.

### XXesièclede1901à1950
- 1908
  - (Compétition automobile) : troisième édition du Grand Prix de France à Dieppe. Le pilote allemand Christian Lautenschlager s'impose sur une Mercedes.
- 1929
  - (Football) : Bologne FC est champion d’Italie.
- 1936
  - (Cyclisme sur route) : départ du Tour de France, Paul Egli gagne la 1re étape.

### XXesièclede1951à2000
- 1951
  - (Athlétisme) : Sheila Lerwill porte le record du monde féminin du saut en hauteur à 1,72 mètre.
- 1955
  - (Cyclisme sur route) : départ du Tour de France, l'espagnol Miguel Poblet gagne la 1re étape.
- 1957
  - (Compétition automobile) : victoire de l'argentin Juan Manuel Fangio sur une Maserati au Grand Prix automobile de France.
- 1968
  - (Compétition automobile) : victoire du belge Jacky Ickx sur une Ferrari au Grand Prix automobile de France.
- 1974 :
  - (Football) : finale de la Coupe du monde de football de 1974. La RFA enlève le titre à domicile en s'imposant 2-1 contre les Pays-Bas.
  - (Compétition automobile) : victoire du Suédois Ronnie Peterson sur une Lotus-Ford au Grand Prix automobile de France.
- 1978 :
  - (Rallye automobile) : arrivée du Rallye de Pologne.
- 1985 :
  - (Compétition automobile) : victoire du brésilien Nelson Piquet sur une Brabham-BMW au Grand Prix automobile de France.
  - (Tennis) : Boris Becker, joueur de tennis allemand remporte la finale homme du tournoi de Wimbledon. Il est le plus jeune vainqueur, puisque âgé de 17 ans et 7 mois.
- 1991
  - (Compétition automobile) : victoire du britannique Nigel Mansell sur une Williams-Renault au Grand Prix automobile de France.

### XXIesiècle
- 2001 :
  - (Cyclisme sur route) : départ du Tour de France le français Christophe Moreau gagne le prologue.
- 2002 :
  - (Formule 1) : Grand Prix automobile de Grande-Bretagne.
- 2007 :
  - (Cyclisme sur route) : départ du Tour de France. Le suisse Fabian Cancellara (Team CSC) s'empare du premier maillot jaune de l'édition 2007 du Tour avec 13 secondes d'avance sur l'allemand Andreas Klöden (Astana), à l'issue du prologue disputé à Londres.
  - (Football américain) : en match d'ouverture de la Coupe du monde de football américain au Japon, les champions du monde en titre japonais s'imposent logiquement 48-0 face à la France.
  - (Tennis) : en finale du tournoi de Wimbledon féminin, l'américaine Venus Williams s'impose facilement face à la française Marion Bartoli, dont c'était la première finale d'un tournoi du Grand Chelem. La jeune française s'est inclinée en deux sets avec les honneurs (6-4, 6-1) permettant à l'américaine de conquérir une quatrième couronne à Wimbledon et un sixième titre du Grand Chelem.
- 2015 :
  - (Cyclisme sur route /Tour de France) : 4e étape du Tour de France et victoire de Tony Martin qui s'empare du maillot jaune.
- 2016 :
  - (Athlétisme/Championnats d'Europe) : Chez les hommes, sur 100m, victoire du néerlandais Churandy Martina, sur le saut en longueur, victoire du britannique Greg Rutherford, sur le javelot, victoire du letton Zigismunds Sirmais puis sur le décathlon, victoire du belge Thomas Van der Plaetsen. Chez les femmes, sur le 200m, victoire de la britannique Dina Asher-Smith, sur le 100m haies, victoire de l'allemande Cindy Roleder, sur le saut en hauteur, victoire de l'espagnole Ruth Beitia et sur le lancer de poids, victoire de l'allemande Christina Schwanitz.
  - (Cyclisme sur route /Tour de France) : sur la 6e étape du Tour de France 2016, victoire du britannique Mark Cavendish qui triple la mise devant l'allemand Marcel Kittel et son compatriote Daniel McLay. Le belge Greg Van Avermaet conserve le maillot jaune.
  - (Voile/Solitaire du Figaro) : Yoann Richomme remporte la Solitaire du Figaro 2016 à La Rochelle au terme de la 4e étape remportée par Gildas Morvan. Charlie Dalin et Nicolas Lunven complètent le podium.
- 2017 :
  - (Cyclisme sur route /Tour de France) : sur la 7e étape du Tour de France 2017 qui relie Troyes à Nuits-Saint-Georges, victoire de l'allemand Marcel Kittel qui devance le norvégien Edvald Boasson Hagen et l'australien Michael Matthews. Le britannique Christopher Froome conserve le maillot jaune.
- 2018 :
  - (Cyclisme sur route /Tour de France) : début de la 105e édition du Tour de France dont le départ a lieu à Noirmoutier-en-l'Île et l'arrivée de la dernière étape le 29 juillet 2018 sur les Champs-Élysées. La 1re étape qui reliait Noirmoutier à Fontenay-le-Comte, a vu la victoire du colombien Fernando Gaviria qui s'empare du Maillot jaune.
- 2019 :
  - (Basket-ball /Euro féminin) : en finale de l'Euro féminin, l'équipe d'Espagne s'impose face à l'équipe de France 86 à 66.
  - (Cyclisme sur route /Tour de France) sur la 2e étape du Tour de France qui se déroule à Bruxelles, sur une distance de 27 kilomètres, sous forme d'un contre-la-montre par équipes, victoire de l'Équipe cycliste Jumbo-Visma. Le néerlandais Mike Teunissen conserve maillot jaune.
  - (Football /Mondial féminin) : en finale de la coupe du monde féminine, l’équipe des États-Unis l'emporte en battant lors de la finale celle des Pays-Bas 2 à 0
- 2021 :
  - (Cyclisme sur route/Tour de France) : sur la 11e étape du Tour de France qui se déroule entre Sorgues et Malaucène avec une double ascension du mont Ventoux, sur une distance de 198,9 kilomètres, victoire du belge Wout van Aert. Le slovène Tadej Pogačar conserve le maillot jaune.
- 2022 :
  - (Cyclisme sur route/Tour de France) : sur la 6e étape du Tour de France qui se déroule entre Binche (Belgique) et Longwy (Meurthe-et-Moselle), sur une distance de 219,9 kilomètres[1], victoire du slovène Tadej Pogačar qui s'empare du maillot jaune.
- 2023 :
  - (Cyclisme sur route/Tour de France) : sur la 7e étape du Tour de France qui se déroule entre Mont-de-Marsan (Landes) et Bordeaux (Gironde), sur une distance de 169,9 kilomètres, victoire de Jasper Philipsen qui s'impose facilement. Le sprinteur belge remporte ainsi une troisième étape sur ce Tour et consolide son maillot vert[2]. Le Danois Jonas Vingegaard conserve le maillot jaune.
- 2024 :
  - (Cyclisme sur route/Tour de France) : sur la 9e étape du Tour de France qui se déroule  sur une boucle autour de Troyes dans l'Aube, sur une distance de 199 kilomètres, victoire au sprint du Français Anthony Turgis. Le Slovène Tadej Pogačar conserve le Maillot jaune[3].
  - (Formule 1) : Le septuple champion du monde Lewis Hamilton renoue avec la victoire en remportant, pour la neuvième fois, le Grand Prix de Grande-Bretagne, devant Max Verstappen et Lando Norris. Oscar Piastri termine quatrième devant Carlos Sainz Jr., Nico Hülkenberg, Lance Stroll, Fernando Alonso, Alexander Albon et Yuki Tsunoda.

## Naissances

### XIXesiècle
- 1881 :
  - Léon Didier, cycliste sur piste français. († 28 octobre 1931).
  - Karl Pekarna, footballeur puis entraîneur autrichien. (2 sélections en équipe nationale). († 23 janvier 1946).
- 1883 :
  - Albert Clément, pilote de courses automobile français. († 17 mai 1907).

### XXesièclede1901à1950
- 1906 :
  - Satchel Paige, joueur de baseball américain. († 8 juin 1982).
- 1907 :
  - Edouard Tenet, boxeur français. († 24 février 1978).
- 1921 :
  - Ezzard Charles, boxeur américain. Champion du monde poids lourds de boxe de 1949 à 1951. († 28 mai 1975).
- 1927 :
  - René Gaulon, footballeur puis entraîneur franco-béninois. († 19 avril 2012).
- 1933 :
  - Murray Halberg, athlète de fond néo-zélandais. Champion olympique du 5 000 m aux Jeux de Rome 1960. († 30 novembre 2022).
- 1936 :
  - Jo Siffert, pilote de F1 et d'endurance suisse. (2 victoires en Grand Prix). († 24 octobre 1971).
- 1941 :
  - Marco Bollesan, joueur de rugby à XV italien. (47 sélections en équipe nationale). († 11 avril 2021).
- 1944 :
  - Jürgen Grabowski, footballeur allemand. Champion du monde de football 1974. Champion d'Europe de football 1972. Vainqueur de la Coupe UEFA 1980. (44 sélections en équipe nationale). († 10 mars 2022).
  - Emanuel Steward, boxeur puis entraîneur et consultant TV américain. († 25 octobre 2012).

### XXesièclede1951à2000
- 1959 :
  - Alessandro Nannini, pilote de F1 et d'endurance italien. (1 victoire en Grand Prix).
- 1960 :
  - Alfred Julbe, joueur entraîneur de basket-ball espagnol.
- 1965 :
  - Gérard Rué, cycliste sur route français.
- 1966 :
  - Manuel Pancorbo, athlète de fond et demi-fond espagnol.
- 1967 :
  - Tom Kristensen, pilote de courses automobile d'endurance danois. Vainqueur des 24 Heures du Mans 1997, 2000, 2001, 2002, 2003, 2004, 2005, 2008 et 2013.
- 1968 :
  - Chuck Knoblauch, joueur de baseball américain.
- 1969 :
  - Joe Sakic, hockeyeur sur glace canadien. Champion olympique aux Jeux de Salt Lake City 2002. Champion du monde de hockey sur glace 1994.
- 1970 :
  - Erik Zabel, cycliste sur route allemand. Vainqueur des Milan-San Remo 1997, 1998, 2000 et 2001, de l'Amstel Gold Race 2000.
- 1972 :
  - Lisa Leslie, basketteuse américaine. Championne olympique aux Jeux d'Atlanta 1996, aux Jeux de Sydney 2000, aux Jeux d'Athènes 2004 et aux Jeux de Pékin 2008. Championne du monde de basket-ball 1998 et 2002. Victorieuse de l'Eurocoupe féminine 2006.
  - Manfred Stohl, pilote de rallye autrichien. Champion du monde des rallyes des voitures de production 2000. (8 victoires en P-WRC).
- 1973 :
  - Yoon Kyung-shin, handballeur sud-coréen. (263 sélections en équipe nationale).
- 1974 :
  - Patrick Lalime, hockeyeur sur glace canadien.
  - Kārlis Skrastiņš, hockeyeur sur glace letton. († 7 septembre 2011).
- 1978 :
  - Chris Andersen, basketteur américain.
  - Marino Franchitti, pilote de course automobile écossais.
- 1980 :
  - Michelle Kwan, patineuse artistique dames américaine. Médaillée d’argent aux Jeux de Nagano 1998 puis médaillée de bronze aux Jeux de Salt Lake City 2002. Championne du monde de patinage artistique 1996, 1998, 2000, 2001 et 2003.
- 1981 :
  - Michael Silberbauer, footballeur danois.
  - Mahendra Singh Dhoni, joueur de cricket indien. (90 sélections en test cricket).
- 1982 :
  - Edinho, footballeur portugais. (6 sélections en équipe nationale).
- 1983 :
  - Jakub Wawrzyniak, footballeur polonais. (49 sélections en équipe nationale).
- 1984 :
  - Alberto Aquilani, footballeur italien. Médaillé de bronze aux Jeux d'Athènes 2004. (38 sélections en équipe nationale).
  - Fabien Delahaye, navigateur français.
  - Eric Dawson, basketteur américain.
  - Chris Hunter, basketteur américain.
- 1985 :
  - Francisco Gómez Kodela,  joueur de rugby à XV argentin. Vainqueur des Challenges européens 2012 et 2022. (33 sélections en équipe nationale).
  - Brandon Rush, basketteur américain.
  - Simone Stortoni, cycliste sur route italien.
- 1987 :
  - Alysha Clark, basketteuse israélo-américaine.
- 1989 :
  - Quentin Bernard, footballeur français.
  - Timo Pielmeier, hockeyeur sur glace allemand. Médaillé d'argent aux Jeux de Pyeongchang 2018.
  - Christelle Tchoudjang, volleyeuse camerounaiseaise. Championne d'Afrique féminin de volley-ball 2017.
  - Yvette Yuoh, handballeuse camerounaise. (6 sélections en équipe nationale).
- 1990 :
  - Joe Marler, joueur de rugby à XV anglais. Vainqueur du Grand Chelem 2016, des Tournois des Six Nations 2017 et 2020 ainsi que du Challenge européen 2011. (93 sélections en équipe nationale).
  - Yann Zimmer, pilote de course automobile suisse.
- 1991 :
  - Nathan Brown, cycliste sur route américain.
  - James Forrest, footballeur écossais. (38 sélections en équipe nationale).
- 1993 :
  - Joran Vliegen, joueur de tennis belge.
  - Grâce Zaadi, handballeuse française. Médaillée d'argent aux Jeux de Rio 2016 et championne olympique aux Jeux de Tokyo 2020. Championne du monde de handball féminin 2017 et 2023. Médaillée de bronze au CE de handball féminin 2016, championne d'Europe 2018 et médaillée d'argent à l'Euro 2020. (155 sélections en équipe de France).
- 1994 :
  - Alizée Agier, karatéka française. Championne du monde de karaté de kumite des -68 kg 2014 puis championne du monde de karaté du kumite par équipe 2016. Médaillée d'argent en kumite -de 68 kg aux CE de karaté 2017.
  - Ole Kristian Selnæs, footballeur norvégien. (32 sélections ne équipe nationale).
- 1996 :
  - Youssef Aït Bennasser, footballeur franco-marocain. (24 sélections avec l'équipe du Maroc).
  - Julie Allemand, basketteuse belge. (12 sélections en équipe nationale).
  - Caroline Drouin, joueuse de rugby à XV et à sept française. Médaillée d'argent aux jeux de Tokyo 2020. Victorieuse du Grand Chelem 2018. (26 sélections avec l' Équipe de France féminine de rugby à XV et 133 avec celle de rugby à sept).
  - Damien Touzé, cycliste sur piste puis sur route français.
- 1997 :
  - Martynas Echodas, basketteur lituanien.
  - Ander Guevara, footballeur espagnol.
- 1998 :
  - Silvan Sidler, footballeur suisse.
- 1999 :
  - Moussa Diaby, footballeur français. Vainqueur de la Ligue des nations 2021. (11 sélections en équipe de France).
  - RaiQuan Gray, basketteur américain.
  - Tijjani Noslin, footballeur néerlandais.
- 2000 :
  - Yunus Akgün, footballeur turc. (10 sélections en équipe nationale).

### XXIesiècle
- 2002 :
  - Nikolas Polster, footballeur autrichien.
- 2003 :
  - Jack McGlynn, footballeur américain.(1 sélection en équipe nationale).
- 2004 :
  - Josimar Alcócer, footballeur costaricien. (7 sélections en équipe nationale).

## Décès

### XXesièclede1901à1950
- 1908 :
  - Henri Cissac, 30 ans, cycliste sur piste, pilote de courses automobile et de vitesse moto français. (° 15 juillet 1877).
  - Dimítrios Vikélas, 73 ans, historien, écrivain, traducteur et homme d'affaires grec. Premier président du CIO de 1894 à 1896. (° 15 février 1835).
- 1927 :
  - Émile Coste, 65 ans, fleurettiste français. Champion olympique en individuel aux Jeux de Paris 1900. (° 2 février 1862).
- 1942 :
  - Thomás Xenákis, 67 ans, gymnaste artistique grec. Médaillé d'argent de la corde lisse et des barres parallèles par équipes aux Jeux d'Athènes 1896. (° 30 mars 1875).
- 1947 :
  - John Sutcliffe, 79 ans, footballeur et joueur de rugby à XV anglais. (5 sélections avec l'Équipe d'Angleterre de football et 1 avec l'Équipe d'Angleterre de rugby à XV. (° 14 avril 1868).

### XXesièclede1951à2000
- 1964 :
  - Charles Bozon, 31 ans, skieur français. Médaillé de bronze du slalom aux Jeux de Squaw Valley 1960. Champion du monde de ski alpin du slalom 1962. (° 15 décembre 1932).
- 1968 :
  - Jo Schlesser, 40 ans, pilote de courses automobile français. (° 18 mai 1928).
- 1971 :
  - Otto Authén, 84 ans, gymnaste norvégien. Médaillé d'argent du concours du concours par équipes aux Jeux de Londres 1908. (° 1er novembre 1886).
- 1975 :
  - Henri Deglane, 73, ans, lutteur de gréco-romaine et catcheur français. Champion olympique des +82,5kg aux Jeux de Paris 1924. (° 22 juin 1902).
- 1979 :
  - John Hore 71 ans, joueur de rugby à XV néo-zélandais. (45 sélections en équipe nationale). (° 9 août 1907).
- 1992 :
  - Joseph Barthel, 65 ans, athlète de demi-fond puis dirigeant sportif et homme politique luxembourgeois. Champion olympique du 1 500 m aux Jeux d'Helsinki 1952. Président de la FLA de 1962 à 1972 puis du COSL de 1972 à 1977. Ministre de 1977 à 1984. (° 24 avril 1927).

### XXIesiècle
- 2009 :
  - Matthieu Moncourt, 24 ans, joueur de tennis français. (° 4 mars 1985).
- 2011 :
  - Dick Williams, 82 ans, joueur de baseball puis dirigeant sportif américain. (° 7 mai 1929).
- 2014 :
  - Alfredo Di Stéfano, 88 ans, joueur puis entraîneur de football argentin puis espagnol. Vainqueur de la Copa América 1947, des Coupe des clubs champions 1956, 1957, 1958, 1959 et 1960. (6 sélections avec l'Équipe d'Argentine et 31 avec l'Équipe d'Espagne). (° 4 juillet 1926).
- 2018 :
  - Tyler Honeycutt, 27 ans, basketteur américain. (° 15 juillet 1990).
  - Hacène Lalmas, 75 ans, footballeur puis entraîneur algérien. (42 sélections en équipe nationale). (° 12 mars 1943).
  - Michel de Bourbon-Parme, Prince de parme, 92 ans, pilote de course automobile puis militaire et homme d’affaires français. (° 4 mars 1926).
- 2023 :
  - Nikki McCray-Penson, 51 ans, basketteuse américaine. Championne olympique aux Jeux d'Atlanta 1996 et aux jeux de Sydney 2000. Championne du monde féminin de basket-ball 1998.  (° 17 décembre 1971).